# 明石家さんまさんに聞いてみないとネ
「明石家さんまさんに聞いてみないとネ」（あかしやさんまさんにきいてみないとネ）は明石家さんまと所ジョージによるコラボレーション・シングル。ゲストボーカルに工藤静香が参加。1999年3月17日発売。発売元はポニーキャニオン。

## 解説
バラエティ番組『さんまのまんま』（フジテレビ・関西テレビ系列）に所がゲスト出演したことから、楽曲を制作しユニットを結成することになった。そのため、制作発表の記者会見は『さんまのまんま』収録セット（TMC砧スタジオ内のレモンスタジオ）で行われ、所とさんまは、「ライバルはGLAY」「売上目標は5000万枚」「紅白出場を狙う」などと語り、大いに笑いを取った。
歌の部分は所ジョージと、ゲストボーカルの工藤で、工藤は4番を歌唱。さんまはセリフ部分を担当するが、2番の歌唱の他にコーラスも担当している。工藤は、レコーディングの時にスタジオに差し入れを持って現れ、「歌ってくれまへんか?」と声をかけたことから参加することになったという。
さんまにとっては、1989年の「川の流れに」以来、10年ぶりのシングル発売となった。
ミュージック・ビデオはレコーディング風景を使用。忙しい面々であるため、制作時間がなかったという。
カップリング曲である「総合入場行進曲」は、所がレギュラーパネリストを務めるテレビ番組『奇跡体験!アンビリバボー 』（フジテレビ系列）での企画のガーナ野球の応援歌として制作された。自由に和気藹々とレコーディングされている様で、設定は所が隊長、さんまが隊員である。曲の最後に所が「どっか間違ってる」との問いにさんまが「いや、全て間違ってる」と答えるやり取りや、所に「一人で行ってみよう」とさんまに歌わせた部分があるが、本来の酷い歌い方であった為、所の「あなた、恥ずかしい」の問いにさんまが「恥ずかしいであります」と答えるやり取りも録音されている。
発売から5か月後、所はアルバム『洗濯脱水』を発売するが、その中にセルフパロディ曲の「明石家さんまさんに聞いてみてもネ」が収録されている。この曲もさんまを迎えて歌っているが、レコーディング前の丁寧なやりとりとは裏腹に、歌詞の中ではぞんざいな扱いをしている。
さんまと工藤はバラエティ番組『明石家さんちゃんねる』（TBS系列）で共演したり、2007年8月31日に渋谷AXで行われた工藤のソロデビュー20周年記念コンサート「Shizuka Kudo 20th Anniversary the Best」にさんまが顔を見せたりと、交流が続いている。さんまは工藤の15枚目のシングル「めちゃくちゃに泣いてしまいたい」（1992年1月29日）がお気に入りらしく、ライブ本来のセットリストにはなかったが「さんまさんの為に」と即興で披露された。

## 収録曲
全曲　作詞・作曲：所ジョージ／編曲：斉藤ネコ
1. 明石家さんまさんに聞いてみないとネ（5分12秒）
  - バラエティ番組『さんまのまんま』（フジテレビ・関西テレビ系列）のテーマソングとして使用された。
2. 総合入場行進曲（4分39秒）
  - テレビ番組『奇跡体験!アンビリバボー』（フジテレビ系列）にてガーナ野球応援歌として使用された。
3. 明石家さんまさんに聞いてみないとネ （カラオケ）
4. 総合入場行進曲 （カラオケ）

## 関連人物
- 明石家さんま
- 所ジョージ
- 工藤静香
- 斉藤ネコ